# 黑森历史
黑森历史是指德国黑森的历史。旧石器时代，黑森中部地区已有人定居。
1867年，黑森大公国的北半部成为北德意志邦聯的一部分。 1871年，黑森大公国成为德意志帝国的一个组成国。第一次世界大战结束时，黑森大公国末代君主被迫下台，黑森大公国變成黑森人民邦。
第二次世界大战后，黑森成立。